# Aethalops alecto
Aethalops alecto är en däggdjursart som först beskrevs av Thomas 1923.  Aethalops alecto ingår i släktet Aethalops, och familjen flyghundar.

## Systematik
Nyare taxonomiska avhandlingar listar populationen på norra Borneo som självständig art, Aethalops aequalis.
Enligt Wilson & Reeder (2005) finns dessutom tre underarter.
- A. a. alecto
- A. a. boeadii
- A. a. ocypete

Catalogue of Life listar däremot inga underarter.

## Utseende
Med en kroppslängd (huvud och bål) av 6,5 till 7,3 cm och en vikt av cirka 19 gram är arten en av de minsta i familjen flyghundar. Pälsens färg är mörkgrå till svart. En svans saknas och öronen är små. I motsats till närbesläktade flyghunder har arten bara två nedre framtänder.

## Utbredning och ekologi
Aethalops alecto förekommer på Malackahalvön och sydostasiatiska öar som Sumatra, Borneo (se systematik), Java, Bali och Lombok. Den lever där i bergstrakter som är täckta av skog.
Födan utgörs av frukter, vindruvor och kanske även pollen. Individerna vilar antingen ensam eller i små grupper med 2 eller 3 medlemmar.
Denna flyghund hotas främst av skogsavverkningar. Arten är allmänt sällsynt men IUCN listar den som livskraftig (LC).